# Le Mystère du bahut de Bagdad
Le Mystère du bahut de Bagdad (The Mystery of the Baghdad Chest), est une nouvelle policière d'Agatha Christie mettant en scène le détective belge Hercule Poirot.
Initialement publiée en janvier 1932 dans la revue Strand Magazine au Royaume-Uni, cette nouvelle a été reprise en recueil en 1939 dans The Regatta Mystery and Other Stories aux États-Unis. Elle a été publiée pour la première fois en France dans le recueil Tant que brillera le jour en 1999.
Cette nouvelle a été développée par la suite plus longuement dans la nouvelle Le Mystère du bahut espagnol (The Mystery of the Spanish Chest), publiée en revue en 1960.

## Publications
Avant la publication dans un recueil, la nouvelle avait fait l'objet de publications dans des revues :
- en janvier 1932, au Royaume-Uni, dans le no 493 de la revue The Strand Magazine[1] ;
- en janvier 1932, aux États-Unis, sous le titre « The Mystery of the Bagdad Chest », dans le no 1 (vol. 49) de la revue Ladies' Home Journal[1],[2] ;
- en août 1969, aux États-Unis, sous le titre « The Mystery of the Bagdad Chest », dans le no 309 (no 2, vol. 54) de la revue Ellery Queen’s Mystery Magazine[3].

La nouvelle a ensuite fait partie de nombreux recueils :
- en 1939, aux États-Unis, dans The Regatta Mystery and Other Stories[1] (avec 8 autres nouvelles) ;
- en 1997, au Royaume-Uni, dans While the Light Lasts and Other Stories[1] (avec 8 autres nouvelles) ;
- en 1999, en France, dans Tant que brillera le jour (adaptation du recueil de 1997).